# جان ویلسون (مبلغ اسکاتلندی)
جان ویلسون (انگلیسی: John Wilson; ۱۱ دسامبر ۱۸۰۴ – ۱ دسامبر ۱۸۷۵) مبلغ مذهبی، و آموزگار اهل پادشاهی متحد بریتانیای کبیر و ایرلند بود.